# Cherno Sowe
Cherno Sowe (* 23. November 1978) ist ein Leichtathlet aus dem westafrikanischen Staat Gambia, der sich auf die Kurzstrecke spezialisiert hat. Er nahm einmal an Olympischen Spielen teil.

## Olympia 1996
Cherno Sowe nahm bei den Olympischen Sommerspielen 1996 in Atlanta an einem Wettbewerb teil:
- Im Wettbewerb 4-mal-100-Meter-Staffel lief er zusammen mit Dawda Jallow, Momodou Sarr und Pa Modou Gai. Sowe lief als Dritter der Staffel, die im Vorlauf mit 41,80 s Letzte wurde und sich damit nicht für das Halbfinale qualifizieren konnte.

## Persönliche Bestzeiten
- 100 Meter: 10,5 s (1993)